# Rots van Gibraltar

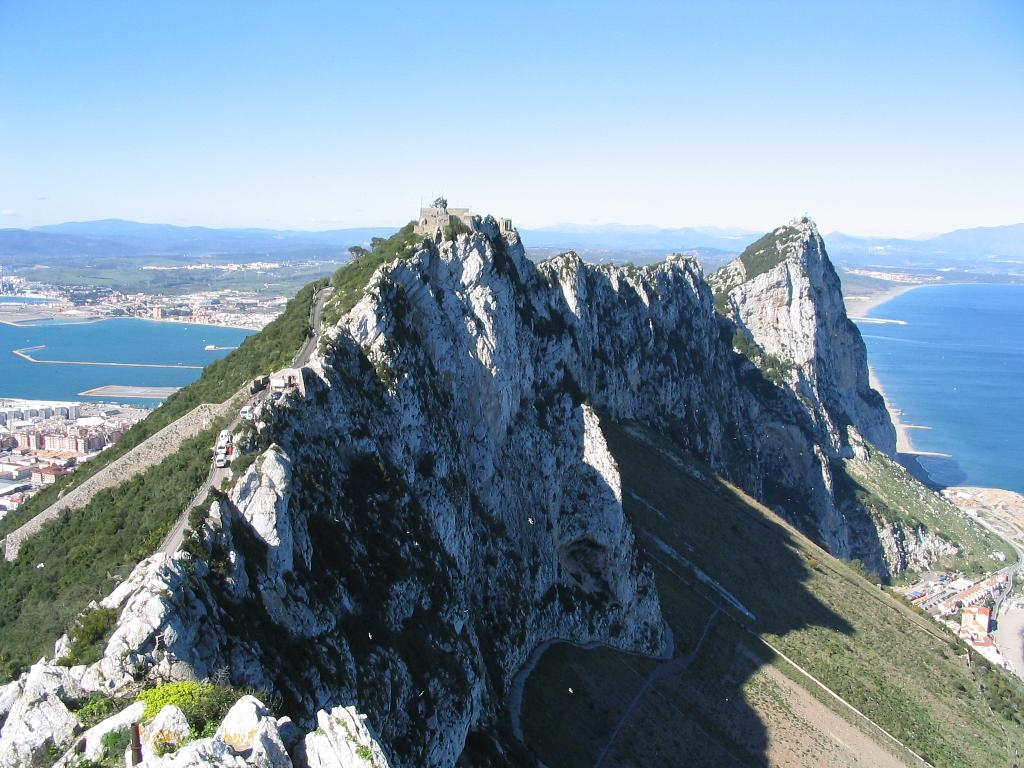
De Rots van Gibraltar, kijkend in noordelijke richting

De Rots van Gibraltar is een rotsformatie van kalksteen in Gibraltar, een schiereiland op het zuidwestelijke puntje van het Iberisch Schiereiland. Het hoogste punt van de rots is 426 meter boven de Straat van Gibraltar.
De Rots van Gilbraltar is een symbool van stevigheid en onveranderlijkheid. In het Engels wordt de uitdrukking solid as the Rock of Gibraltar gebruikt. Het Amerikaanse bedrijf Prudential Financial gebruikt de rots als logo.
In de Griekse mythologie was de rots een van de twee Zuilen van Hercules. De Romeinen noemden de rots Mons Calpe (berg van Calpe). In de oudheid vormde de rots, samen met de andere zuil (Monte Hacho of Jebel Musa), de grens van de bekende wereld.
De Rots van Gibraltar is deel van Betische Cordillera, de reeks bergketens in het zuiden van Spanje en het noorden van Marokko. De rots werd gevormd tijdens het Jura, zo'n 200 miljoen jaar geleden, toen de Afrikaanse Plaat op de Euraziatische Plaat botste en het kalksteen omhoog stuwde. Door zeewatererosie werd een monolithische rots uitgespaard.
Een groot deel van de rots werd in 1993 aangewezen als natuurgebied, het Upper Rock Nature Reserve (IUCN-categorie Ia). Op de rots wonen zo'n 250 berberapen, de enige populatie in Europa van apen in het wild. Het natuurgebied is ook de enige plek in Europa waar de Noord-Afrikaanse planten Iberis gibraltarica en Cerastium gibraltaricum voorkomen. De rots is een belangrijk rustpunt voor vogels die tussen Europa en Afrika migreren.
Omdat de rots uit kalksteen bestaat (dat langzaam door regenwater wordt opgelost) hebben zich meer dan 100 grotten in de rots gevormd. De bekendste grot is St. Michael's Cave. Van de grootste kamer in de grot, de Cathedral Cave, werd lang gedacht dat hij zo groot was dat hij helemaal tot Afrika doorliep. De Cathedral Cave wordt nu regelmatig gebruikt voor concerten en andere evenementen.
Archeologisch onderzoek in Gorham's Cave en andere grotten heeft aangetoond dat de grotten bewoond werden door neanderthalers. In Gorham's Cave zijn meer dan 100 voorwerpen gevonden, gedateerd op 24.000 tot 28.000 jaar oud. Planten- en dierenresten in de grotten hebben aangetoond dat de neanderthalers een gevarieerd dieet hadden.
Op de rots staat een goed bewaard Moors kasteel, gebouwd in opdracht van de Berberse legerleider Tariq ibn Zijad. De bouw begon in 711, het jaar dat hij de Straat van Gibraltar overstak en Spanje op de Visigoten veroverde. Tariq ibn Zijad vernoemde de rots naar zichzelf: Djebel Tariq (Arabisch: جبل طارق, "berg van Tariq"). Deze naam werd later verbasterd tot Gibraltar.

## Tunnels
De Rots van Gibraltar heeft ongeveer 54 kilometer aan tunnels, langer dan er in Gibraltar wegen bovengronds zijn. Dit netwerk van tunnels, de zogenaamde Galleries, is over een periode van 200 jaar uitgegraven door het Britse leger. Het diende voornamelijk als opslagplaats voor wapens, munitie en voorraden.
De eerste tunnels werden aangelegd gedurende het Spaans-Franse beleg van Gibraltar in 1779-1783, ten tijde van de Amerikaanse Onafhankelijkheidsoorlog, om kanonnen op verschillende plaatsen op de rots te kunnen plaatsen. De tunnels fungeerden hierbij als communicatielijnen tussen artillerieposten die in holtes stonden in de noordzijde van de rots. In de 19e eeuw werden meer tunnels gegraven om zo een snellere toegang te verkrijgen tot afgelegen gedeelten van Gibraltar en reservoirs te huisvesten die instonden voor watervoorziening.
In de 20e eeuw vonden de belangrijkste werken plaats. Hierbij werd de rots omgebouwd tot een enorm ondergronds fort dat 16.000 manschappen kon huisvesten met voldoende voorraden, munitie en uitrusting om een langdurig beleg te weerstaan. Tijdens de Tweede Wereldoorlog hadden de Britten een plan om spionnen in de tunnels te verbergen in het geval Gibraltar door de Duitsers veroverd zou worden.
In 1968 hielden de werken op nadat de laatste speciale tunneleenheid van het Britse leger werd opgedoekt. Sindsdien werden de tunnels systematisch overgedragen aan de civiele autoriteiten van Gibraltar. Enkele tunnels zijn nog steeds bezit van het Britse Ministerie van Defensie. Sommige tunnels zijn definitief verzegeld omdat ze te onstabiel zijn geworden.